# Depi Jewratessil 2020
Depi Jewratessil 2020 (armenisch Դեպի Եվրատեսիլ, englisch Depi Evratesil) fand am 15. Februar 2020 statt und war der armenische Vorentscheid für den Eurovision Song Contest 2020 in Rotterdam (Niederlande). Die Sängerin Athena Manoukian gewann den Vorentscheid mit ihrem Lied Chains On You.

## Konzept

### Format
Nachdem Armenien 2019 auf eine interne Auswahl zurückgriff, soll es 2020 zum ersten Mal seit zwei Jahren mit Depi Jewratessil wieder eine öffentliche nationale Vorentscheidung geben. Im Vorentscheid am 15. Februar 2020 nahmen zwölf Interpreten teil. Eine internationale Jury, eine armenische Jury und die Zuschauer entschieden jeweils zu einem Drittel über den Gewinner des Vorentscheides.

### Beitragswahl
Vom 5. November 2019 bis zum 31. Dezember 2019 konnten Beiträge bei ARMTV eingereicht werden können. Neben den Regeln zum Song Contest mussten interessierte Interpreten armenische Staatsbürger oder armenischer Abstammung sein.

## Teilnehmer
Am 28. Januar 2020 präsentierte ARMTV die zwölf Teilnehmer des Vorentscheids. Ihre Lieder wurden am 5. Februar 2020 veröffentlicht. Athena Manoukian setzte sich im Vorentscheid mit ihrem Lied Chains on You durch, nachdem sie sowohl das internationale und das nationale Juryvoting gewann. Ein dritter Platz im Televoting reichte für den Sieg.
| Platz | Startnr. | Interpret                        | Lied Musik (M) und Text (T)                                                                 | Sprache  | Übersetzung (Inoffiziell)   | Internationale Jury | Armenische Jury | Zuschauerstimmen (SMS) | Zuschauerstimmen (SMS) | Zuschauerstimmen (SMS) | Gesamt |
| Platz | Startnr. | Interpret                        | Lied Musik (M) und Text (T)                                                                 | Sprache  | Übersetzung (Inoffiziell)   | Internationale Jury | Armenische Jury | Stimmen                | %                      | Punkte                 | Gesamt |
| ----- | -------- | -------------------------------- | ------------------------------------------------------------------------------------------- | -------- | --------------------------- | ------------------- | --------------- | ---------------------- | ---------------------- | ---------------------- | ------ |
| 01.   | 06       | Athena Manoukian Աթենա Մանուկեան | Chains on You M: Athena Manoukian, DJ Paco; T: Athena Manoukian                             | Englisch | Ketten an dir               | 60                  | 58              | 0662                   | 09,0 %                 | 50                     | 168    |
| 02.   | 04       | ERNA Tamazyan                    | Life Faces M: Zaruhi Petrosyan; T: Zarine Mkhitaryan                                        | Englisch | Lebens Gesichter            | 34                  | 31              | 1.016                  | 13,8 %                 | 55                     | 120    |
| 03.   | 10       | Vladimir Arzumanyan              | What's Going On Mama M: Martin Mirzoyan; T: Grigor Kyokchyan                                | Englisch | Was ist los Mama            | 27                  | 31              | 3.344                  | 45,3 %                 | 60                     | 118    |
| 04.   | 09       | Miriam Baghdassarian             | Run Away M: Dan Cinelli; T: Manet-Miriam Baghdassarian                                      | Englisch | Weglaufen                   | 33                  | 40              | 0440                   | 06,0 %                 | 35                     | 108    |
| 05.   | 07       | Gabriel Jeeg                     | Its Your Turn M: Gabriel Jeeg, Tigran Atayan; T: Tigran Atayan                              | Englisch | Du bist dran                | 39                  | 20              | 0490                   | 06,6 %                 | 40                     | 099    |
| 06.   | 12       | TOKIONINE                        | Save Me M: TOKIONINE, George Brainshaker, Vova Baghramyan; T: Suzanne Khanzadyan, TOKIONINE | Englisch | Rette mich                  | 28                  | 38              | 0299                   | 04,0 %                 | 30                     | 096    |
| 07.   | 08       | Sergey & Nickolay Arutyunov      | Ha, Take a step M/T: Sergey Harutyunov, Nikolay Harutyunov                                  | Englisch | Ha, mache einen Schritt     | 15                  | 36              | 0619                   | 08,4 %                 | 45                     | 096    |
| 08.   | 05       | EVA Rida                         | No Love M/T: EVA Rida                                                                       | Englisch | Keine Liebe                 | 40                  | 39              | 0056                   | 00,8 %                 | 05                     | 084    |
| 09.   | 02       | Karina EVN                       | Why? M/T: Edward Meison                                                                     | Englisch | Warum?                      | 30                  | 29              | 0149                   | 2,0 %                  | 25                     | 084    |
| 10.   | 01       | Agop                             | Butterflies M: Haik Solar, Arni Rock; T: Dzovinar Melkom Melkomian                          | Englisch | Schmetterlinge              | 27                  | 33              | 0111                   | 01,5 %                 | 15                     | 075    |
| 11.   | 11       | Arthur Aleq                      | Heaven M/T: Arthur Aleq                                                                     | Englisch | Himmel                      | 30                  | 15              | 0135                   | 01,8 %                 | 20                     | 065    |
| 12.   | 03       | Hayk Music                       | What It Is To Be In love M/T: Music Hayk                                                    | Englisch | Was ist es verliebt zu sein | 27                  | 20              | 0063                   | 00,9 %                 | 10                     | 057    |

### Detailliertes Juryvoting
| Internationales Juryvoting                                                                           | Internationales Juryvoting | Internationales Juryvoting | Internationales Juryvoting | Internationales Juryvoting | Internationales Juryvoting | Internationales Juryvoting | Internationales Juryvoting |
| Startnr.                                                                                             | Lied                       | BY                         | IS                         | GE                         | MT                         | RU                         | Gesamt                     |
| --- | -------------------------- | -------------------------- | -------------------------- | -------------------------- | -------------------------- | -------------------------- | -------------------------- |
| 01                                                                                                   | Butterflies                | 1                          | 6                          | 8                          | 6                          | 6                          | 27                         |
| 02                                                                                                   | Why                        | 9                          | 1                          | 4                          | 5                          | 11                         | 30                         |
| 03                                                                                                   | What It Is To Be In Love   | 5                          | 9                          | 7                          | 4                          | 2                          | 27                         |
| 04                                                                                                   | Life Faces                 | 3                          | 10                         | 10                         | 8                          | 3                          | 34                         |
| 05                                                                                                   | No Love                    | 11                         | 7                          | 11                         | 10                         | 1                          | 40                         |
| 06                                                                                                   | Chains On You              | 12                         | 12                         | 12                         | 12                         | 12                         | 60                         |
| 07                                                                                                   | It's Your Turn             | 6                          | 11                         | 6                          | 9                          | 7                          | 39                         |
| 08                                                                                                   | Ha, Take a Step            | 2                          | 5                          | 2                          | 2                          | 4                          | 15                         |
| 09                                                                                                   | Run Away                   | 10                         | 8                          | 9                          | 1                          | 5                          | 33                         |
| 10                                                                                                   | What's Going On Mama       | 7                          | 3                          | 5                          | 3                          | 9                          | 27                         |
| 11                                                                                                   | Heaven                     | 8                          | 2                          | 1                          | 11                         | 8                          | 30                         |
| 12                                                                                                   | Save Me                    | 4                          | 4                          | 3                          | 7                          | 10                         | 28                         |
| Jury-Punktesprecher                                                                                  |                            |                            |                            |                            |                            |                            |                            |
| - – Olga Salamakha - – Tali Eshkoli - – Natia Mschwenieradse - – Gordon Bonello - – Ekaterina Orlova |                            |                            |                            |                            |                            |                            |                            |

| Armenisches Juryvoting | Armenisches Juryvoting   | Armenisches Juryvoting | Armenisches Juryvoting | Armenisches Juryvoting | Armenisches Juryvoting | Armenisches Juryvoting | Armenisches Juryvoting |
| Startnr.               | Lied                     | Armen Sargsyan         | Tereza Karimyan        | Tigran Danielyan       | Stepan Zagaryan        | Yervand Erznkyan       | Gesamt                 |
| ---------------------- | ------------------------ | ---------------------- | ---------------------- | ---------------------- | ---------------------- | ---------------------- | ---------------------- |
| 01                     | Butterflies              | 11                     | 7                      | 2                      | 9                      | 4                      | 33                     |
| 02                     | Why                      | 1                      | 10                     | 8                      | 5                      | 5                      | 29                     |
| 03                     | What It Is To Be In Love | 3                      | 2                      | 3                      | 11                     | 1                      | 20                     |
| 04                     | Life Faces               | 4                      | 9                      | 4                      | 8                      | 6                      | 31                     |
| 05                     | No Love                  | 6                      | 11                     | 7                      | 4                      | 11                     | 39                     |
| 06                     | Chains On You            | 12                     | 12                     | 12                     | 12                     | 10                     | 58                     |
| 07                     | It’s Your Turn           | 2                      | 3                      | 6                      | 1                      | 8                      | 20                     |
| 08                     | Ha, Take a Step          | 10                     | 1                      | 11                     | 2                      | 12                     | 36                     |
| 09                     | Run Away                 | 9                      | 8                      | 10                     | 6                      | 7                      | 40                     |
| 10                     | What’s Going On Mama     | 7                      | 5                      | 9                      | 7                      | 3                      | 31                     |
| 11                     | Heaven                   | 5                      | 4                      | 1                      | 3                      | 2                      | 15                     |
| 12                     | Save Me                  | 8                      | 6                      | 5                      | 10                     | 9                      | 38                     |